# Liste des ambassadeurs et hauts-commissaires du Ghana
Il s'agit d'une liste d'ambassadeurs et de hauts-commissaires du Ghana auprès de nations souveraines individuelles du monde, d'États à reconnaissance limitée et d'organisations internationales. Les hauts commissaires représentent les missions diplomatiques dans les États membres du Commonwealth des nations et les ambassadeurs représentent les missions diplomatiques dans d'autres États. Le chef d'une mission diplomatique auprès d'une organisation internationale est appelé représentant permanent. 
Lorsqu'un diplomate est accrédité auprès de plusieurs pays, le premier pays indiqué est le lieu de résidence de l'ambassadeur ou du haut-commissaire, suivi des autres pays d'accréditation, par ordre alphabétique. 

## Ambassadeurs et hauts-commissaires actuels
| Australie,. |                           |
|             | Nouvelle-Zélande          |
|             | Fidji                     |
|             | Papouasie-Nouvelle-Guinée |
|             | Îles Salomon              |
|             | Samoa                     |
|             | Kiribati                  |
|             | Vanuatu                   |
|             | Tonga                     |
|             | Nauru                     |

| Belgium, |            |
|          | Luxembourg |

| Brésil,. |           |
|          | Argentine |
|          | Bolivie   |
|          | Chili     |
|          | Colombie  |
|          | Équateur  |
|          | Guyana    |
|          | Paraguay  |
|          | Pérou     |
|          | Suriname  |
|          | Uruguay   |
|          | Venezuela |

| Chine,. |               |
|         | Corée du Nord |

| Égypte,. |        |
|          | Chypre |

| Arabie saoudite,. |                     |
|                   | Bahreïn             |
|                   | Jordanie            |
|                   | Koweït              |
|                   | Oman                |
|                   | Qatar               |
|                   | Syrie               |
|                   | Émirats arabes unis |
|                   | Yemen               |

| Afrique du Sud,. |                |
|                  | Lesotho        |
|                  | Eswatini       |
|                  | Maurice (pays) |
|                  | Madagascar     |
|                  | Comores        |
|                  | Seychelles     |

| Royaume-Uni,. |         |
|               | Irlande |

## Représentants permanents auprès des organisations internationales
| Organisations multilatérales   | Représentant permanent    | Depuis le    | liste |
| ------------------------------ | ------------------------- | ------------ | ----- |
| Union européenne               | Harriet Sena Siaw-Boateng | Février 2019 |       |
| Organisation des Nations unies | Martha Ama Akyaa Pobee    | Juillet 2015 |       |

## Ambassadeurs extraordinaires
| Autre                      | Ambassadeur         | Depuis le    | liste |
| -------------------------- | ------------------- | ------------ | ----- |
| Ambassadeur extraordinaire | Edward Mahama       | Juillet 2017 |       |
| Ambassadeur extraordinaire | Rasheed Seidu Inusa | Juillet 2017 |       |

## Voir également
- Représentations diplomatiques du Ghana
- Représentations diplomatiques au Ghana
- Politique étrangère du Ghana